# 155mm迫撃砲T25
T25 155mm迫撃砲（155mm Mortar T25）はアメリカ合衆国製の砲口装填式重迫撃砲である。
　

## 概要
105mm迫撃砲T13とほぼ同時期に開発が始められ、それよりも大型であるこのT25も併せて生産されることになった。
1944年の太平洋南西部戦線で活動する水陸両用部隊の重火器部隊に対して配備が進められ、砲弾の大きさからくる大威力という利点はあったものの非常に大きく重い兵器であるために迅速な移動が困難であり、自走砲化などの改造も行われたがやがて姿を消していった。
ストークス/ブラン型の標準的な構造の迫撃砲であるが、砲身と2脚の結合部分には簡単な駐退復座機がとりつけられていた。

## 諸元
- 口径：155mm　（6.1インチ）
- 砲身長：11828.8mm　（72インチ）
- 重量：259.2kg　（571ポンド）
- 最大射程：　2292m　（2505ヤード）
- 砲弾重量（T26E1榴弾）：28.83kg　（63.5ポンド）

## 参考資料
Peter Chamberlain , Terry Gander 『WW2 Fact Files,Mortars and Rockets』 （1975） Arco Publishing Company,Inc. ISBN 0668038179